# Občina Lendava
Občina Lendava (slovinsky Občina Lendava, maďarsky Lendva Község, německy Gemeinde Unterlimbach) je jednou z 212 občin ve Slovinsku. Nachází se v Pomurském regionu na území historického Zámuří. Občinu tvoří 23 sídel, její rozloha je 122,9 km² a k 1. lednu 2017 zde žilo 10 505 obyvatel. Správním střediskem občiny je město Lendava. Občina leží na východě Slovinska u trojmezí hranic Slovinsko – Maďarsko – Chorvatsko.

## Členění občiny
Občina se dělí na sídla:
- Banuta
- Benica
- Brezovec
- Dolga vas
- Dolgovaške Gorice
- Dolina pri Lendavi
- Dolnji Lakoš
- Čentiba
- Gaberje
- Genterovci
- Gornji Lakoš
- Hotiza
- Kamovci
- Kapca
- Kot
- Lendava
- Lendavske Gorice
- Mostje
- Petišovci
- Pince
- Pince-Marof
- Radmožanci
- Trimlini